# Ingress (spel)
Ingress är ett onlinespel utvecklat för Androidenheter men som även finns till iOS-enheter. Det är ett augmented reality massively multiplayer online-spel skapat av Niantic.

## Gameplay
Spelare måste samla "XM" (Exotic Matter) genom att hitta det i den riktiga världen med sin enhet. "XM" används tillsammans med saker man har fått från portaler, för att ta över andra portaler. Portalerna finns på allmänna platser, så som torg, vid statyer med mera Det finns två lag som tävlar om att ha kontroll över portalerna, "De Upplysta" och "Motståndsrörelsen". När en portal har blivit "hackad" och övertagen så kan den bli sammankopplad med två andra portaler i form av en triangel, för att skapa ett fält mellan portalerna. Antalet människor som finns i fältet är sedan "kontrollerade" av laget som har portalerna. Målet är kontrollera fler än vad motståndarlaget gör.

### Portaler
Portaler kontrolleras och uppgraderas med hjälp av Resonatorer. Resonatorerna varierar i nivå från 1 till 8.
Tabellen nedan ger exempel på olika resonator-konfigurationer för en portal.
| Level 1 | Level 2 | Level 3 | Level 4 | Level 5 | Level 6 | Level 7 | Level 8 | Energi [XM] | Räckvidd [m] |
| ------- | ------- | ------- | ------- | ------- | ------- | ------- | ------- | ----------- | ------------ |
| 8       |         |         |         |         |         |         |         | 8000        | 160          |
| 7       | 1       |         |         |         |         |         |         | 8500        | 256          |
| 7       |         | 1       |         |         |         |         |         | 9000        | 390          |
| 5       | 3       |         |         |         |         |         |         | 9500        | 571          |
| 5       | 2       | 1       |         |         |         |         |         | 10000       | 810          |
| 6       |         | 2       |         |         |         |         |         | 10500       | 1100         |
| 4       | 1       | 3       |         |         |         |         |         | 11500       | 1500         |
| 4       |         | 4       |         |         |         |         |         | 12000       | 2000         |
|         | 8       |         |         |         |         |         |         | 12000       | 2600         |
| 2       | 3       | 3       |         |         |         |         |         | 12500       | 3300         |
| 1       | 4       | 3       |         |         |         |         |         | 13000       | 4400         |
|         | 4       | 4       |         |         |         |         |         | 14000       | 6200         |
|         |         | 2       | 4       | 2       |         |         |         | 20000       | 40000        |

### Resonatorer
Resonatorer hittas när man hackar portaler, och det finns 8 nivåer på resonatorerna. Följande tabell visar energikostnaden för resonatorer.
| Level | Energy [XM] |
| ----- | ----------- |
| 1     | 1000        |
| 2     | 1500        |
| 3     | 2000        |
| 4     | 2500        |
| 5     | 3000        |
| 6     | 4000        |
| 7     | 5000        |
| 8     | 6000        |

Bara ett begränsat antal resonatorer över level 1 kan bli placerade på en portal av en ensam spelare. Spelare måste samarbeta för att skapa kraftigare portaler. 
Använd en portal-miniräknare för att ta reda på den maximala portalnivån för en grupp spelare.

## Släpp
Spelet släpptes officiellt den 16 november 2012 genom en viral online-marknadsföringskampanj. Anställda på Google hade dock testat spelet i minst 6 månader.